# Thamos, König in Ägypten

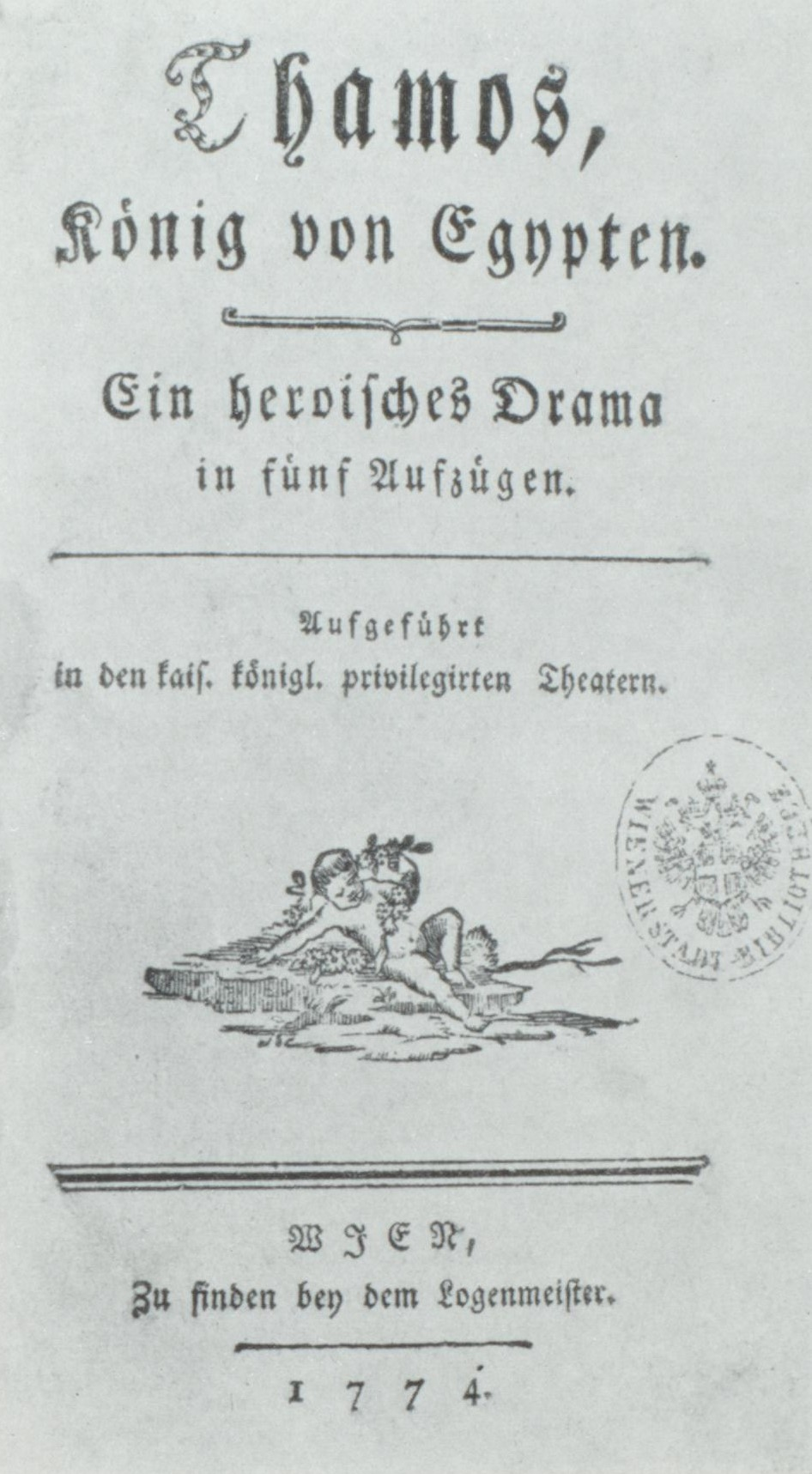
Thamos, König von Egypten (Wien, 1774)

Thamos, König in Ägypten, KV 345 (336a), ist ein Schauspiel von Tobias Philipp Freiherr von Gebler, zu dem Wolfgang Amadeus Mozart die Bühnenmusik geschrieben hat. Es erschien 1773 in Dresden im Druck und wurde wahrscheinlich im Jahr darauf – am 4. April 1774 – ohne bemerkenswerten Erfolg im Kärntnertortheater in Wien uraufgeführt. Andere Quellen sprechen ohne Ortsangabe vom 11. Dezember 1773 als Tag der Premiere.

## Entstehung
Das Stück, über dessen Entstehungsgeschichte wenig bekannt ist, zeigt sich vom damaligen Zeitgeist geprägt, indem es die aufkommende Ägyptenmode genauso aufgreift wie Aufklärung und Freimaurertum. Der Heldenroman Séthos (1731) von Jean Terrasson hat Gebler bei der Schaffung seines Dramas stark beeinflusst, ohne dass es sich um eine Bühnenadaption desselben handelt. Thamos, König in Ägypten bildet den Abschluss einer Reihe von zwölf Schauspielen, die Gebler 1772 und 1773 veröffentlichte. Die Reihung, mit Lustspielen beginnend, im Fortlauf mehr und mehr auf die Gattung des Heldendramas zusteuernd, deutet darauf hin, dass der Autor den Thamos gewissermaßen als Krönung seines Werkes einschätzte.

## Aufbau
Bei dem heroischen Drama handelt es sich um ein 5-aktiges Werk, das sein Autor als dialektisches Lehrstück konzipiert hat. Die Spielhandlung um 3000 v. Chr. währt von morgens bis abends und findet durchgängig in Heliopolis, der Sonnenstadt, statt.

### Rollenverzeichnis
- Thamos, König von Ägypten
- Sethos, Oberpriester des Sonnentempels
- Pheron, Fürst des königlichen Hauses
- Mirza, Vorsteherin der Sonnenjungfrauen
- Sais und Myris, edle Ägypterinnen in der Obhut der Sonnenjungfrauen
- Phanes, Feldherr
- Hammon, Sonnenpriester

- Chor der Priester
- Chor der Sonnenjungfrauen,

sowie Große des Reichs, Kriegsleute, weitere Ägypter

### Bühnenbild
Eine königliche Burg ist mit dem sich im Zentrum der Bühne befindenden Sonnentempel durch zwei Gebäude verbunden. Auf der anderen Seite ist das Haus der Sonnenjungfrauen dargestellt, im Hintergrund liegen die Priesterwohnungen. Der erste, dritte, vierte und fünfte Akt zeigt den Sonnentempel wie beschrieben, der zweite spielt auf einer Galerie des Hauses der Sonnenjungfrauen.

## Handlung
Der König Ägyptens, Menes, ist von dem Rebellen Ramesses entthront worden. Während sein Volk, das ihn für tot hält, um ihn trauert, wissen nur seine Vertrauten Hammon und der Feldherr Phanes, dass Menes als weiser, oberster Priester unter dem Namen Sethos im Sonnentempel der Stadt Heliopolis weilt. Sethos Tochter Tharsis, die der Vater verbrannt wähnt, ist derweil von Ramesses als Sais in die erziehenden Hände der Sonnenjungfrauenoberen Mirza gegeben worden. Nachdem Ramesses gestorben ist, übernimmt sein Sohn Thamos das Zepter. Thamos und Sais lieben sich, doch Mirza ist bestrebt, sie in die Hände des Aufrührers Pheron, einem missgünstigen Höfling, der Sais gleichfalls liebt und mit ihrer Hilfe selbst den Thron erlangen möchte, zu lenken, was ihr auch gelingt. Erst die Worte des Weisen Sethos bewirken, dass Thamos und Sais Pheron und Mirza an der Thronbesteigung hindern. Als Pheron schließlich zu den Waffen greift, um sein gescheitertes Ziel doch noch zu erreichen, stellt sich Sethos zwischen die beiden und gibt sich schließlich als der einzig rechtmäßige Herrscher Menes zu erkennen. Die Liebenden Thamos und Sais haben die Gefahr überstanden und werden dafür von Menes auf den Thron gesetzt. Mirza wählt daraufhin den Freitod durch den Dolch. Pheron hingegen gibt sich der Götterlästerung hin – und wird dafür durch einen niederfahrenden Blitz hinweggerafft.

## Bühnenmusik
Das Stück beinhaltet zwei Chorszenen, mit deren Vertonung Gebler zunächst Johann Tobias Sattler beauftragt hatte. Aus einem nicht bekannten Grund gab Gebler im Jahr der Druckveröffentlichung die Musik erneut in Auftrag – dieses Mal bei Wolfgang Amadeus Mozart.
Mozart komponierte im Spätsommer oder im Herbst des Jahres 1773 die beiden Chöre.
Die Wiener Uraufführung des Stücks 1774 fand wahrscheinlich zunächst nur mit der Musik für diese beiden Chöre statt. Unsicher ist, ob Mozart 1773 auch bereits die Zwischenaktmusiken komponiert hatte.
Im Köchelverzeichnis erscheinen die Musiken zu Thamos zusammen mit einem später hinzugefügten Chorstück unter den Nummern 173d, 345 und 336a. Die Stücke sind im Einzelnen:
- Chor: Schon weichet dir, Sonne
- Nach dem Ersten Akt
- Nach dem 2ten Akt
- Nach dem 3ten Akt
- Nach dem 4ten Akt
- Chor: Gottheit, Gottheit, über alle
- Nach dem V. und letzten Akt
- Chor: Ihr Kinder des Staubes, erzittert

### Als Bühnenmusik zuLanassa
Johann Böhm gastierte mit seiner Schauspieltruppe 1779 in Salzburg, wo sich zu diesem Zeitpunkt auch Mozart aufhielt. Diesem Umstand ist es geschuldet, dass Mozart die Chorszenen noch einmal sorgfältig überarbeitete, möglicherweise auch noch die fünf Instrumentalstücke beisteuerte und schließlich einen dritten, das Theaterstück abschließenden, Chor komponierte, dessen Text wahrscheinlich von dem Salzburger Hoftrompeter Andreas Schachtner geschrieben wurde, der auch als Gelegenheitsdichter hervortrat. Die gesamte Musik verwendete Böhm nun allerdings nicht für eine Aufführung des in Ägypten spielenden Stück Geblers, sondern des Dramas Lanassa (gedruckt 1782) von Karl Martin Plümicke, das im Indischen angesiedelt ist.

### Als Kirchenmusikwerk
Anfangs- und Schlusschor wurden später für den liturgischen Gebrauch mit lateinischen Texten versehen. Nr. 1 des Schauspiels, "Schon weichet dir, Sonne" wurde so zu "Splendente te, Deus"; No.6, "Gottheit, über alle mächtig", zu "Jesu, Rex tremendae"; Nr. 7, "Ihr Kinder des Staubes", zu "Ne pulvis et cinis". Eine Kopie dieser Umarbeitungen fand sich im Nachlass Mozarts.

## Wirkung
Thamos, König in Ägypten wurde, so z. B. 1776 in Salzburg (eine der wenigen nachgewiesenen Aufführungen überhaupt), auch ohne Mozarts Musik aufgeführt. Seit der Erstausgabe ist es in deutscher Sprache aber kaum mehr im Druck erschienen. 1780 wurde es ins Italienische übersetzt.
"Dieses Stück ist (…), weil es nicht gefiel, unter die verworfenen Stücke, welche nicht mehr aufgeführt werden", bemerkte bereits Mozart den von Beginn an verfehlten Erfolg von Geblers Thamos, König in Ägypten in einem Brief an seinen Vater (15. Februar 1783) und wünschte "es müsste nur bloß der Musik wegen aufgeführt werden".

## Weiterführende Literatur

### Textausgaben
- Harald Heckmann: für die Bühne revidierte Fassung des Dramentextes von Karl-Heinz Ruppel. In: Mozart, Wolfgang Amadeus: / [Neue Ausgabe sämtlicher Werke]: / Kritische Berichte. / Serie 2. Bühnenwerke / Werkgruppe 6. Musik zu Schauspielen, Pantomimen und Balletten / Bd. 1/2. Chöre u. Zwischenaktmusiken zu Thamos, König in Ägypten [u. a.]. 1970 ?

### Sekundärliteratur
- Laurenz Lütteken: „-es müsste nur blos der Musick wegen aufgeführt werden“. Text und Kontext in Mozarts „Thamos“-Melodrama. In: Ludwig Finscher, Bärbel Pelker, Jochen Reutter (Hrsg.): Mozart und Mannheim (= Quellen und Studien zur Geschichte der Mannheimer Hofkapelle. Band 2). Kongreßbericht Mannheim 1991. Lang, Frankfurt am Main u. a. 1994, ISBN 3-631-46597-1, S. 167–186.
- Antje Tumat: Die Schauspielmusik Thamos, König in Ägypten. In: Dieter Borchmeyer, Gernot Gruber (Hrsg.): Das Mozart-Handbuch in 7 Bänden. Teilband 3/1: Mozarts Opern. Laaber-Verlag, Laaber 2007, ISBN 978-3-89007-463-4, S. 501–512.
- Antje Tumat: Mozart und die Schauspielmusik. In: Siegfried Mauser, Elisabeth Schmierer (Hrsg.): Kantate, Ältere geistliche Musik, Schauspielmusik  (= Handbuch der musikalischen Gattungen. Band 17,2). Laaber-Verlag, Laaber 2010, ISBN 978-3-89007-328-6, S. 259–267. (Wiederabdruck aus: Mozart-Jahrbuch. 2006, S. 265–277.)